# Dans la brume électrique
Pour plus de détails, voir Fiche technique et Distribution.
Dans la brume électrique (In the Electric Mist) est un film franco-américain réalisé par Bertrand Tavernier, sorti en 2009. Le film est inspiré du roman Dans la brume électrique avec les morts confédérés de James Lee Burke publié en 1993.

## Synopsis
À La Nouvelle-Ibérie, en Louisiane, une prostituée de 19 ans est retrouvée morte et mutilée. Il s’agit de la dernière victime d’un tueur en série qui s’attaque à de très jeunes femmes. L’inspecteur Dave Robicheaux chargé de l’enquête soupçonne Julie « Baby Feet » Balboni, une figure de la mafia locale. Dans le même temps, il arrête pour conduite en état d’ivresse Elrod Sykes, une vedette hollywoodienne venue en Louisiane tourner un film et dont l’un des producteurs n’est autre que Julie Balboni. L’acteur lui confie avoir découvert des ossements humains dans le bayou du delta de l’Atchafalaya. Cette découverte fait resurgir chez Dave des souvenirs du passé : trente-cinq ans plus tôt, il a assisté au meurtre d’un homme noir à cet endroit.

## Fiche technique
Sauf indication contraire, les informations mentionnées dans cette section peuvent être confirmées par la base de données cinématographiques Unifrance,  présente dans la section « Liens externes ».
- Réalisation : Bertrand Tavernier
- Assistant à la réalisation : Phil Hardage
- Scénario : Jerzy Kromolowskii et Mary Olson-Kromolowski, d’après le roman Dans la brume électrique avec les morts confédérés de James Lee Burke
- Producteurs : Michael Fitzgerald (États-Unis) et Frédéric Bourboulon (France)
- Producteurs exécutifs : Penelope Glass et Gulnara Sarsenova
- Production : Little Bear Production et TF1 International (France), Ithaca Pictures (États-Unis)
- Distribution : TFM Distribution (France)
- Directeur de la photographie : Bruno de Keyzer
- Ingénieurs du son : Paul Ledford, Bridget O'Driscoll
- Musique : Marco Beltrami
- Montage : Roberto Silvi (États-Unis) • Thierry Derocles (autres pays)
- Effets spéciaux : Neil Stockstill
- Décoratrice : Merideth Boswell
- Costumes : Kathy Kiatta
- Format : couleur - 2,35:1 - Son Dolby Digital - 35 mm
- Genre : policier
- Pays de production :  France (majoritaire) ;  États-Unis
- Langue de tournage : anglais
- Durée : 112 minutes
- Sortie :
  -  7 février 2009 : première à la Berlinale
  -  3 mars 2009 : sortie DVD
  -  1-5 avril 2009 : en compétition au festival du film policier de Beaune
  -  15 avril 2009 : sortie en salles
  -  22 avril 2009

## Distribution
- Tommy Lee Jones (V. F. : Jean-François Stévenin) : Dave Robicheaux, shérif adjoint de la paroisse de l'Ibérie, ancien inspecteur au NOPD
- Mary Steenburgen (V. F. : Marie-Armelle Deguy) : Bootsie Robicheaux, l’épouse de Dave
- John Goodman (V. F. : Jacques Frantz) : Julie « Baby Feet » Balboni, investisseur notoirement véreux, impliqué dans divers trafics illicites
- Peter Sarsgaard (V. F. : Thibault de Montalembert) : Elrod Sykes, acteur de cinéma
- Kelly Macdonald (V. F. : Elisabeth Ventura) : Kelly Drummond, actrice de cinéma et petite amie d’Elrod
- Ned Beatty : Twinky LeMoyne, homme d’affaires associé de Murphy Doucet
- James Gammon : Ben Hebert, gardien de prison retraité
- Pruitt Taylor Vince (V. F. : Patrick Bonnel) : Lou Girard, policier de la paroisse de l'Ibérie et ami de Dave
- Justina Machado (V. F. : Carole Franck) : Rosa « Rosie » Gomez, agent du FBI
- Levon Helm (V. F. : Thierry Bosc) : le fantôme du général John Bell Hood
- John Sayles : Michael Goldman, producteur de cinéma
- Gary Grubbs : Sid Hebert le shérif de la paroisse de l'Ibérie
- Julio Cedillo (V. F. : Jonathan Cohen) : Cholo Manelli, garde du corps de Baby Feet
- Buddy Guy (V. F. : Bruno Henry) : Sam « Hogman » Patin, ancien détenu au pénitencier d’État (The Farm) et indic
- Bernard Hocke (en) (V. F. : Bernard Crombey) : Murphy Doucet, propriétaire d’une société de sécurité et ancien agent de la Highway Patrol
- Alana Locke : Alafair, la fille adoptive de Dave, originaire du Salvador
- Walter Breaux (V. F. : Jean-Michel Martial) : Batiste, ami de Dave, marchand d’articles de pêche et loueur de bateau
- Tony Molina Jr. : Adonis Brown, rabatteur pour un proxénète
- Samantha Beaulieu : Amber Martinez (voix)

Source et légende : Version française (V. F.) sur le site d’AlterEgo (la société de doublage)

## Production

### Tournage
Le film a été tourné en Louisiane au printemps 2007.

## Bande originale
Sauf indication contraire, les informations mentionnées dans cette section peuvent être confirmées par la base de données cinématographiques IMDb,  présente dans la section « Liens externes ».
- La Terre tremblante par Dirk Powell (en) et Courtney Granger[2].
- Damn Right, I've Got the Blues par Buddy Guy avec Nathan (en) et Zydeco Cha Chas[3].
- Pa Janvier, Laisse Moi M'en Aller par Patty Griffin.
- Slow Horses Fast Women par Nathan (en) et the Zydeco Cha Chas.
- I'm A Hog For You par Clifton Chenier.
- I'm Coming Home (To See My Mother) par Clifton Chenier.
- Stone Crazy par Buddy Guy  avec Nathan (en) et the Zydeco Cha Chas.
- Mantras par Eyez.

## Accueil

### Accueil critique
Sur l'agrégateur américain Rotten Tomatoes, le film récolte 58 % d'opinions favorables pour 12 critiques.
En France, le site Allociné propose une note moyenne de 4,1⁄5 à partir de l'interprétation de critiques provenant de 27 titres de presse.

## Distinction
Grand Prix 2009 du festival international du film policier de Beaune

## Autour du film
- Le producteur Michael Fitzgerald et le réalisateur Bertrand Tavernier se sont opposés sur de nombreux points. À la suite d'un accord conclu fin 2008, Michael Fitzgerald sort aux États-Unis une version plus courte, au montage (Roberto Silvi) plus resserré et classique, et une voix off différente. À l’exception des salles de Louisiane, le film sort directement en DVD sur le marché américain où il atteint la quatrième place des ventes. Dans les autres pays, à commencer par la première lors de la Berlinale 2009, est présenté le montage conforme au souhait de Bertrand Tavernier[6].
- Dans les interviews données à l’occasion de la sortie du film, Bertrand Tavernier relate l’implication de Tommy Lee Jones dans l’élaboration du film et de ses dialogues, et indique que ce dernier a également complètement écrit une séquence non écrite du scénario original (celle de la pêche).
- Le personnage de Dave Robicheaux apparaissait déjà dans Vengeance froide, autre film adapté d’un roman de James Lee Burke. Il y était interprété par Alec Baldwin ; renvoyé des rangs de la police à cause de son alcoolisme, il sauvait Alafair de la noyade. Alors qu’il est ici visiblement plus âgé, Alafair est toujours présentée comme une fillette.
- Bien que le roman Dans la brume électrique avec les morts confédérés ait été écrit en 1993, le scénario de Jerzy et Mary Kromolowski fait plusieurs fois référence à l’ouragan Katrina qui s’est produit en 2005.
- Aucun détail n’est donné sur le film tourné, mais quand Dave se rend sur le tournage la première fois on peut voir en arrière-plan des figurants en costumes de soldats confédérés. Plus tard on peut voir Alafair costumée dans une robe de l’époque de la guerre de Sécession, indiquant donc un film historique. Le titre du film (cité par Julie dans un dialogue), White Doves (littéralement : « Colombes blanches »), est celui du roman de Burke sur la Guerre de Sécession, White Doves at Morning (2002; littéralement : « Colombes blanches le matin »).
- Le personnage de John Goodman porte le prénom inhabituel pour un homme de Julie, diminutif de Julius, prononcé à plusieurs reprises et apparaissant explicitement sur la porte de sa caravane de tournage.
- Parmi les rôles secondaires, 
  - le bluesman Buddy Guy joue le guitariste Hogman Patin,
  - le batteur du groupe The Band, Levon Helm, joue le rôle du général,
  - le réalisateur John Sayles interprète le producteur du film tourné.
- Grand admirateur du cinéma américain, et auteur de deux livres de référence sur le sujet (50 Ans de cinéma américain, coécrit avec Jean-Paul Coursodon, et Amis américains), Bertrand Tavernier réalise ici son premier film de fiction aux États-Unis, dans un État empreint de ses racines francophones. Il avait précédemment coréalisé en 1983  Mississippi Blues avec Robert Parrish, documentaire qui explorait cet État voisin de la Louisiane, et notamment son héritage musical.